# (385135) 1993 RO
1993 RO es la designación provisional de un cuerpo menor del sistema solar; un objeto transneptuniano, más concretamente, un plutino.
Fue el primer plutino descubierto después de Plutón, un día antes de 1993 RP, y dos antes de (15788) 1993 SB. Fue descubierto en 1993 en el Observatorio de Mauna Kea con un telescopio de 2.2 m. Sobre él se sabe muy poco; incluso, el diámetro estimado, de ~90 km, está basado en su albedo, también estimado.